# Subaru Legacy
La Subaru Legacy è un'autovettura, disponibile in versione berlina e Station wagon, di medie dimensioni prodotta dalla casa automobilistica giapponese Subaru, sussidiaria della Fuji Heavy Industries (FHI).
La Legacy viene commercializzata dal 1989 in tutto il mondo con lo stesso nome tranne che in Australia dove viene denominata Subaru Liberty per rispetto della Legacy Australia, un'organizzazione che aiuta i veterani e le loro famiglie durante e dopo le guerre.

## Prima serie (1989-1993)
Subaru ha introdotto la Legacy nel febbraio 1989 per il mercato giapponese e nel 1990 in tutto il mondo. In Europa veniva commercializzata in due modelli:
- Legacy Sedan (BC)
- Legacy Station (BF/BJ)

I motori disponibili erano: un 1,8 litri da 76 kW (103  CV) e un 2,2 litri da 100 kW (136  CV), entrambi quattro cilindri boxer a benzina SOHC. Nell'anno 1992, dopo un leggero restyling, sono stai introdotti un motore di 2,0 litri, SOHC 85 kW (115  CV) ed un 2,0 litri DOHC turbocompresso da 147 kW (200  CV). La variante turbo differiva esternamente dagli altri modelli per la presenza di una presa d'aria sul cofano anteriore e uno spoiler posteriore.
La versione con il 1,8 Lt è disponibile solo con la trazione anteriore, mentre l'opzione dotata di trazione integrale (AWD) era presente sui modelli di 2,0 L e 2,2 L, nella versione con motore turbocompresso l'AWD era di serie.

### Attività sportiva

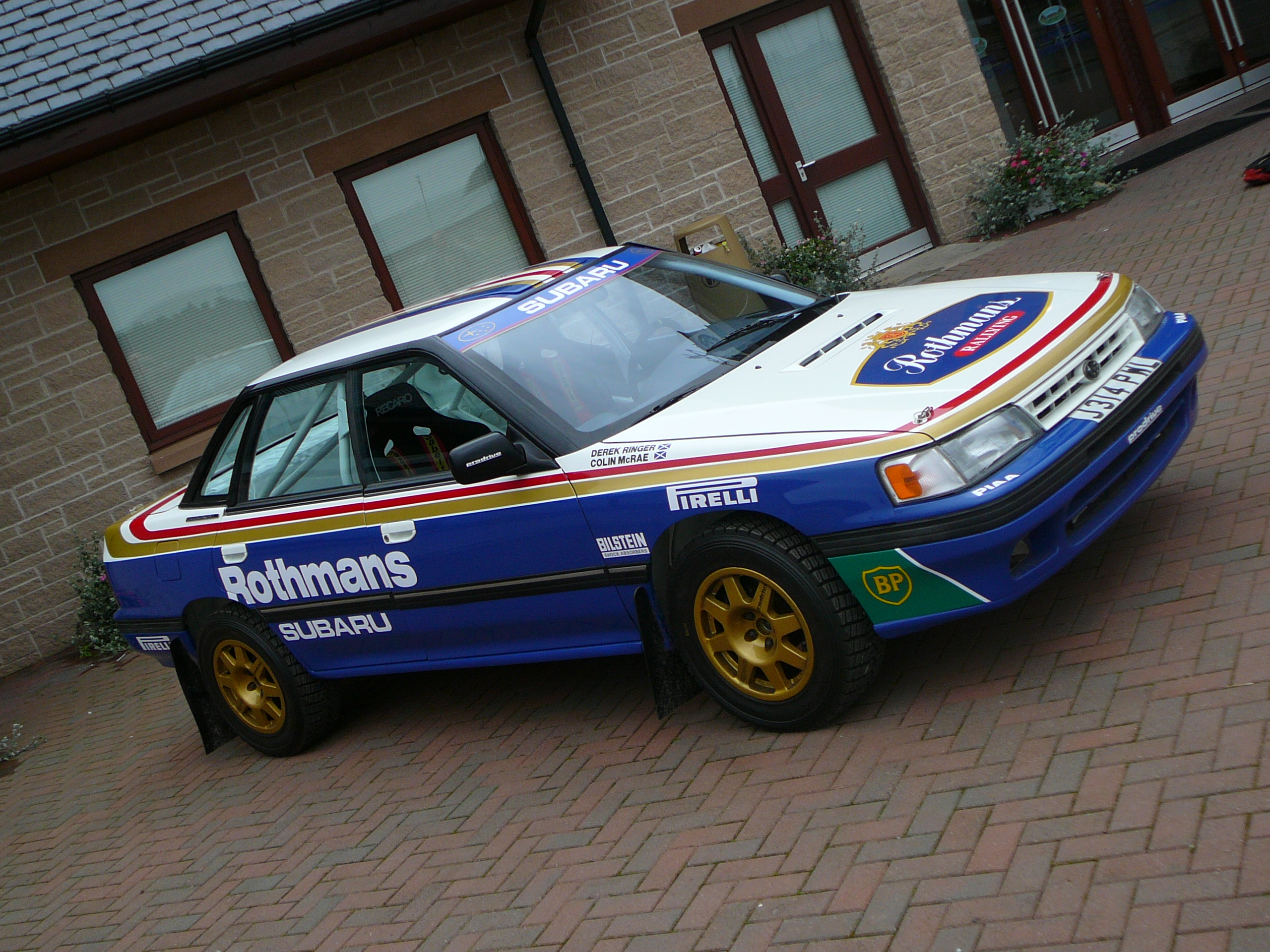
La Subaru Legacy RS di Colin McRae

La Legacy debuttò nel WRC nel 1990 guidata da Markku Alén; nel 1991 arrivò il campione britannico di rally Colin McRae; nel 1993 ci fu la prima vittoria del Team Subaru nel WRC dopo 23 gare al rally di Nuova Zelanda, la prima e unica vittoria della Legacy prima del pensionamento.

## Seconda serie (1993-1998)

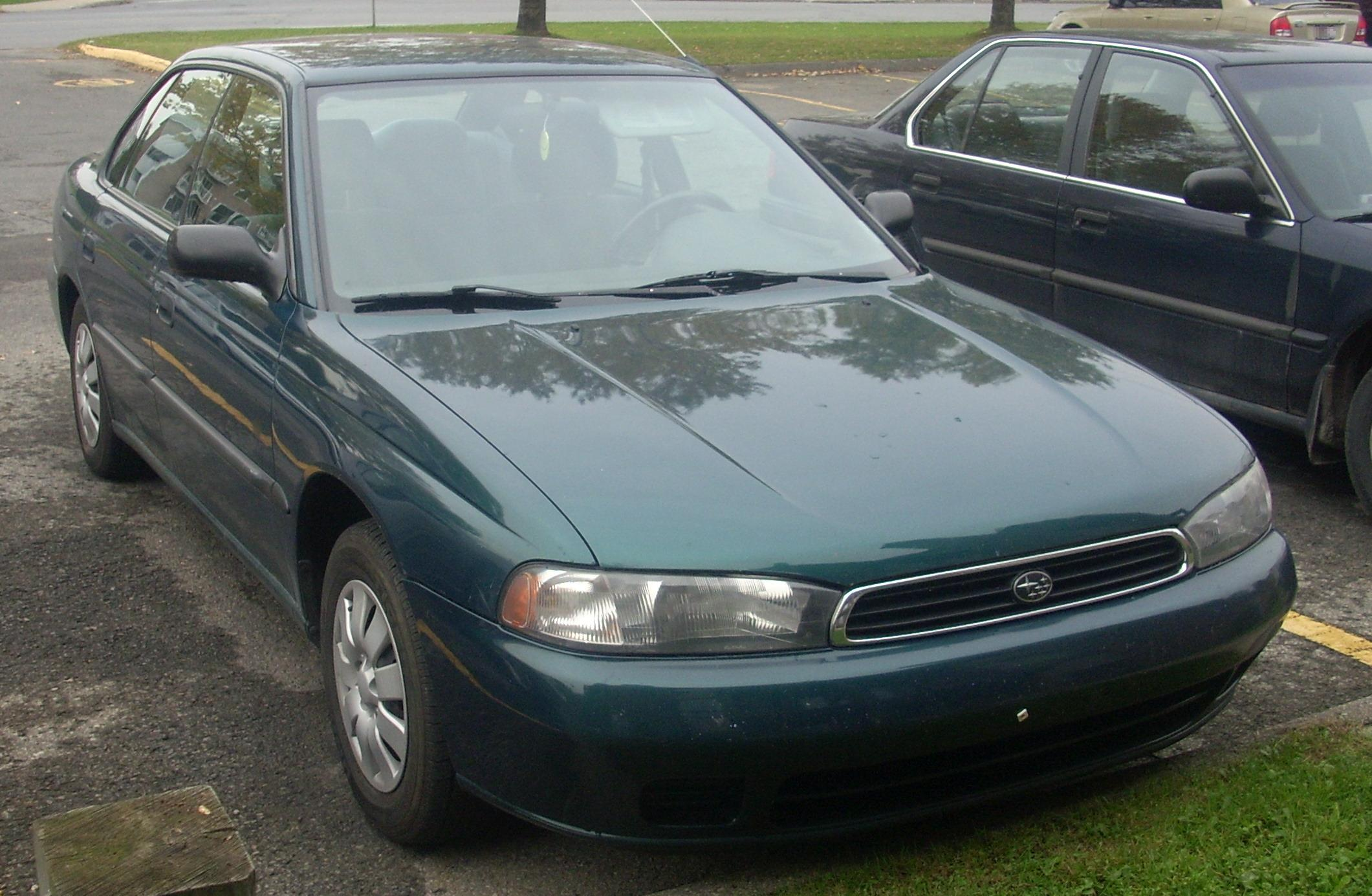
Subaru Legacy seconda serie

La seconda serie è stata introdotta nel settembre 1993 in Giappone con la denominazione (BC) per la berlina e (BG/BK) per la station wagon, l'esterno è stato disegnato da Olivier Boulayne.
Le denominazioni del modello per l'Europa sono state le seguenti:
- Legacy GL (modello equipaggiato con motore 2,0 litri)
- Legacy GX (meglio equipaggiata con motore 2,2 litri, dal MY 96 con motore 2,5 litri)
- Legacy Outback (modello con una maggiore altezza libera dal suolo da MY 96 con motore 2,5 litri).

Il motore 2,2 litri ha ora 94 kW (128 CV) invece dei 100 kW (136 CV) della prima serie mentre il motore 2,0 litri è rimasto invariato sviluppando sempre 85 kW (115 CV). Le versioni GL e GX erano disponibili sia berlina che station wagon mentre l'Outback, era disponibile solo in versione station wagon. Con la nuova serie è stato introdotto l'airbag per conducente e passeggero per la prima volta sulla Legacy.
Sempre nel 1993 venne commercializzata la versione GT. Era dotata di un propulsore EJ20 4 cilindri twin turbo dalla potenza di 250 CV con coppia di 308 Nm. La trazione era integrale e il cambio che gestiva il motore era un automatico a quattro velocità. L'impianto frenante era costituito da freni a disco ventilati e le sospensioni erano indipendenti.
Nel model year 1996, il motore 2,2 litri viene sostituito da un motore 2,5 litri con 110 kW (150  CV). Inoltre, la Legacy Outback, che ha una maggiore altezza libera dal suolo dispone di un pacchetto specifico per il fuoristrada leggero come ad esempio un blocco del differenziale posteriore e protezioni nel sottoscocca. Con il restyling, gli equipaggiamenti di sicurezza, a seconda della linea, si estendono anche agli airbag laterali anteriori.

## Terza serie (1998 - 2003)

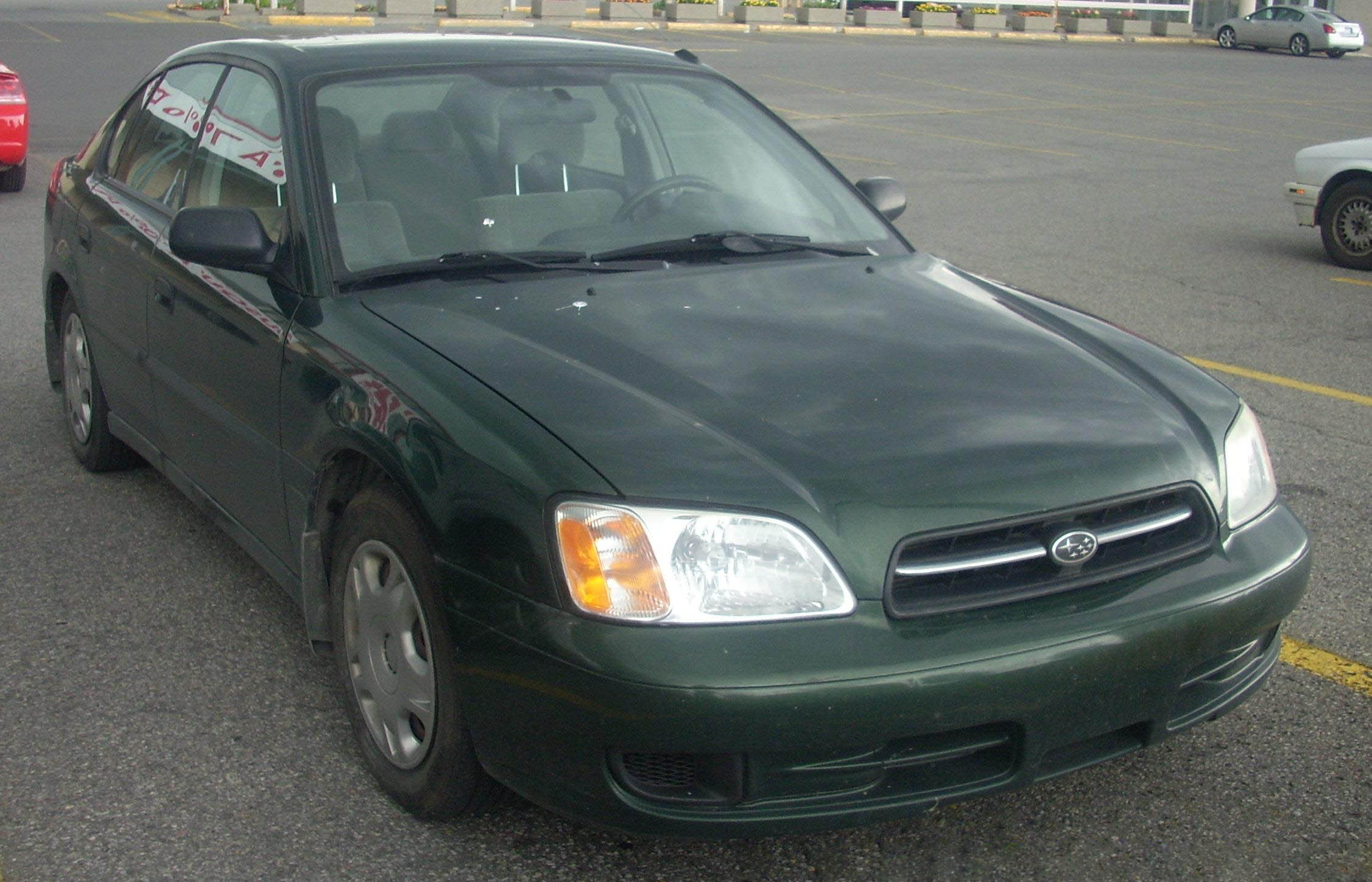
Subaru Legacy terza serie

La Legacy 3ª serie debutta in Giappone e nel resto del mondo nel giugno 1998 mentre negli USA l'introduzione avverrà solo nel 2000 (BE berlina e BH station wagon). Per la prima volta tutte le versioni sono a trazione integrale permanente, esternamente rispetto alla serie precedente i fari sono più grandi e con l'anabbagliante sovrapposto all'abbagliante, dietro la fascia delle luci è più alta dove è sempre presente, nella parte centrale, la scritta Subaru.
Inizialmente vengono proposti due motori entrambi SOHC con distribuzione a 4 valvole per cilindro: 2.000 cm³ da 92 kW (125 CV) a 5600 giri e 184 N·m @ 3600 RPM oppure 2500 cm³ da 115 kW (156 CV) a 5600 giri e 223 N·m @ 3600 RPM. Solo nel dicembre del 2000 viene introdotta la versione con il nuovo motore EZ30D 3,0 l H6 con 154 kW (209 CV) a 6000 RPM e 282 NM @ 4400 RPM. Nelle versioni con il cambio manuale è abbinato un riduttore (Dual Range), con marce un poco più corte per accelerazioni più rapide e più spunto in salita, e un differenziale centrale con giunto viscoso, la ripartizione della coppia motrice è identica sui due assali (50/50). Al cambio manuale è abbinato inoltre l'Hill holder, un sistema che frena automaticamente quando ci si ferma in salita, sbloccando i freni quando si rilascia la frizione. Le versioni con cambio automatico a gestione elettronica (4 marce) distribuiscono continuamente la potenza tra i due assi grazie a frizioni multiple in bagno d'olio. Per la prima volta in casa Subaru proprio in quest'ultima versione viene adottato il VDC ossia il Controllo elettronico della stabilità.
Nel 1998 venne introdotta la versione ad alte prestazioni RSK (Rallye Sport Kompressor). Quest'ultima impiegava soluzioni tecniche derivate dalla Subaru Impreza WRC e venne utilizzata per sostituire la precedente GT-B. Il propulsore che la equipaggiava era un EJ20 Twin-Turbo dalla potenza di 280 CV con coppia di 343 Nm. Quest'ultimo veniva gestito da un cambio manuale a cinque rapporti con comandi al volante. Esteticamente, montava u nuovo paraurti anteriore, un nuovo spoiler posteriore e incorporava una nuova presa per l'aria per raffreddare l'intercooler sul cofano motore. I cerchi di serie erano stati sostituiti con nuovi modelli da 17". Le sospensioni erano indipendenti fornite dalla MacPherson dotate di barre anti-rollio e molle elicoidali. L'impianto frenante era composto da freni a disco ventilati.
La Legacy 3ª serie, nella versione station wagon (Outback), è stata sottoposta al crash test dell'EuroNCAP nel 2002 ottenendo quattro stelle su cinque per la sicurezza automobilistica.

## Quarta serie (2003 - 2009)

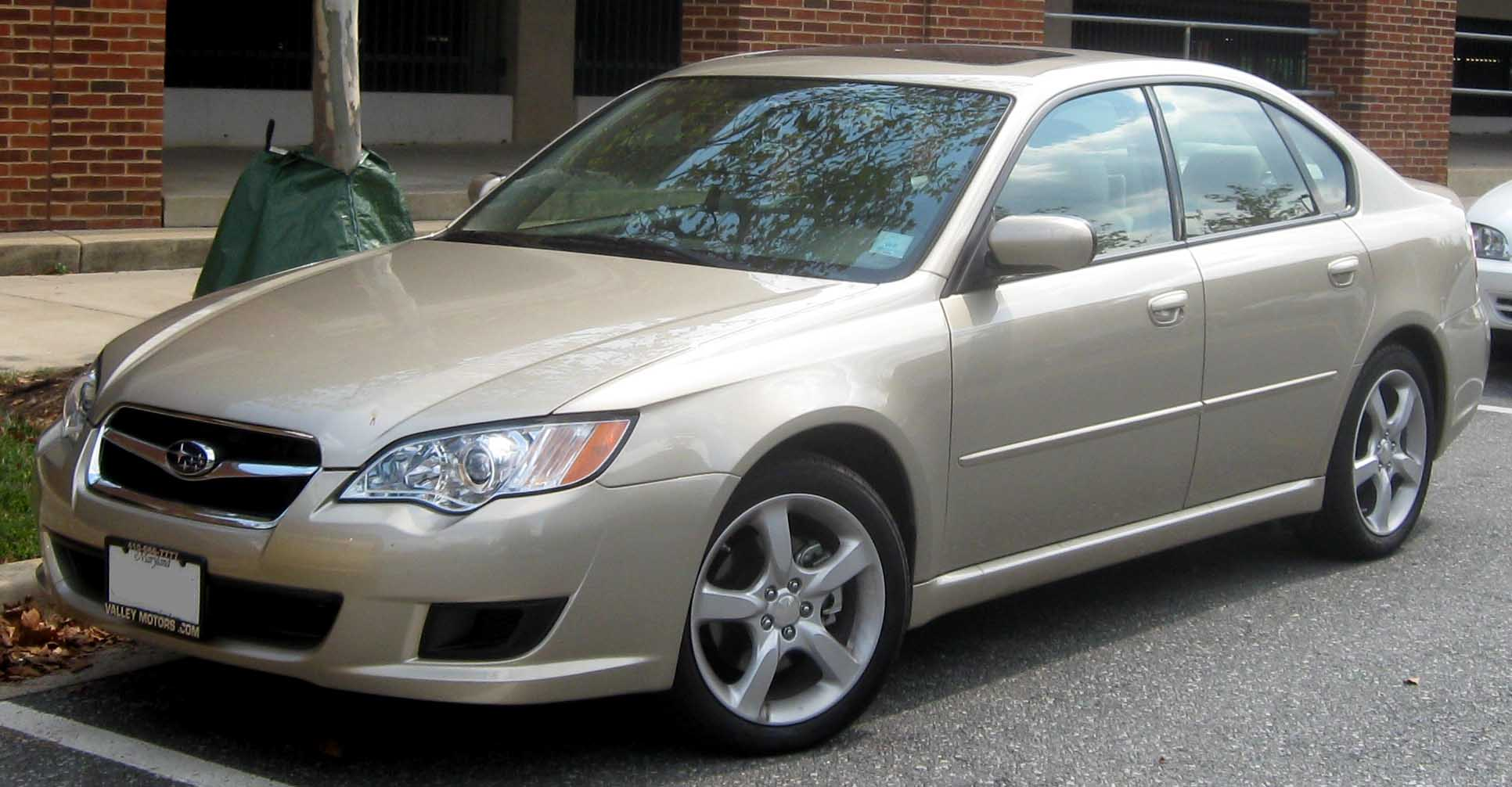
Subaru Legacy 2.5i sedan USA

Il 23 maggio 2003, Fuji Heavy Industries ha fatto debuttare la nuova Legacy, nota come BL per i modelli berlina e BP per le Station wagon. La linea è stata disegnata dal greco Andreas Zapatinas, a capo del design di Subaru dal 2002 al 2006. È stata commercializzata in tutto il mondo come model year 2004, mentre negli USA la produzione inizia nel gennaio 2004 per i mercati statunitense e canadese.
Il nuovo modello è più largo di 35 mm, più lungo di 40 mm, più basso di 45 mm ed ha un passo allungato di 20 mm rispetto alla Legacy 3ª serie. Grazie a vari alleggerimenti a testate, alberi motore, supporti alberi motore, pistoni, segmenti, cofano motore e portellone posteriore in alluminio il risparmio di peso rispetto alla versione precedente si aggira intorno ai 100 kg.
Il tradizionale motore boxer è stato montato 22 mm più in basso e arretrato di 10 mm migliorando così il baricentro e la distribuzione dei pesi tra i due assali. Il telaio è stato ridisegnato e reso più rigido. Inizialmente per il mercato europeo vengono proposti, come motori, un 2000 cm³ SOHC da 137 CV, un 2500 cm³ SOHC da 165 CV ed un 3000 cm³ DOHC AVCS da 245  CV. Nel settembre del 2005 (model year 2006) il 2000 da 137  CV viene sostituito dal 2000 da 165  CV fino all'ottobre del 2007 (model year 2008) quando viene rimpiazzato dal 2000 da 150  CV. Per alcuni mercati, tra cui quello italiano, sempre dal settembre 2005 (model year 2006) il motore SOHC 2500 cm³ non viene più commercializzato.
Per il mercato Nordamericano i motori disponibili erano inizialmente un 2500 cm³ SOHC da 165  CV e uno turbocompresso sempre 2500 cm³ ma DOHC da 243 Cv unità derivata da quella dell'Impreza WRX Sti. Dal 2008 è disponibile anche per la Legacy berlina il motore 3000 H6, disponibile per la Outback berlina e SW dal 2000, mentre il SOHC da 2,5 l aumenta la sua potenza a 173  CV.

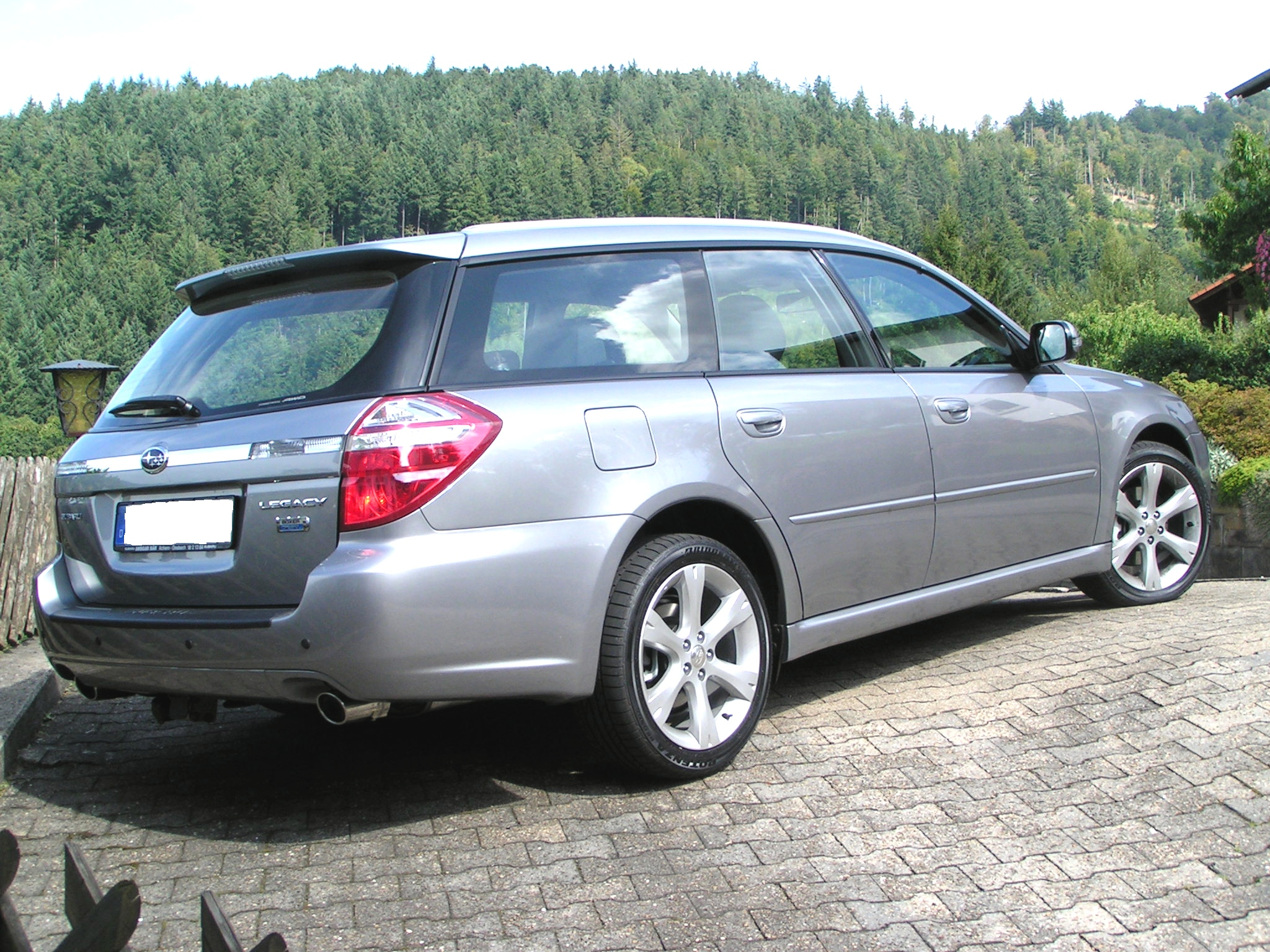
La versione station wagon

Le sospensioni anteriori adottano lo schema MacPherson mentre nel retrotreno viene adottato un sistema Multi Link. I cambi sono un manuale a 5 marce con riduttore (Dual Range) per Legacy 2000 e Outback 2500 a benzina, un manuale a 6 marce per la Legacy H6 3000, un automatico a 4 rapporti per Legacy 2000 e Outback 2500 mentre gli H6 dispongono di una nuova trasmissione automatica a 5 velocità. Entrambi i cambi automatici a 4 e 5 rapporti utilizzano la tecnologia SportShift(R) della Prodrive(TM).
Dal model year 2008, le vendite della Legacy SW e della Outback berlina sono stati sospesi negli Stati Uniti, lasciando la berlina e la Outback mentre in Canada continuava la commercializzazione.
Dal 10 maggio 2008, le Legacy per il mercato giapponese possono essere dotate di una nuova funzione di sicurezza, chiamata EyeSight. Si tratta di telecamere gemelle, uno su ciascun lato dei retrovisori, che simulano l'uso umano, come la visione stereoscopica, per valutare le distanze e, in generale, tenere d'occhio il conducente. Il sistema è in grado di aiutare a mantenere la distanza di sicurezza sulla strada, dispone di un sistema di avviso di uscita di corsia, di un avviso di sicurezza per il conducente nelle varie situazioni di guida, e mantiene anche un occhio ai pedoni. SI-Cruise è stato integrato in funzione di un aiuto di sicurezza del conducente.
Nel marzo 2008 per il mercato europeo è stato introdotto il primo motore boxer diesel al mondo montato su autovetture. L'introduzione ufficiale della Legacy e dell'Outback diesel è avvenuta all'AutoShow di Ginevra.
Il motore sviluppa 150  CV e ha una coppia massima di 350 N m a 1800 rpm.
La gamma motorizzazioni si articola di 3 propulsori: due benzina e un diesel.
La Subaru Legacy ha ottenuto i più alti punteggi nei test dell'Insurance Institute for Highway Safety (IIHS) statunitense. La Legacy model year 2006 ha ottenuto un "Ottimo" negli urti frontali, laterali e posteriori sia per il pilota che per il passeggero anteriore. Grazie a questi risultati l'IIHS ha conferito alla vettura il primo premio "Top Safety Pick Gold".
Questa versione della Legacy è stata protagonista del film del 2009 Pink Subaru.

## Quinta Serie (2009-2015)

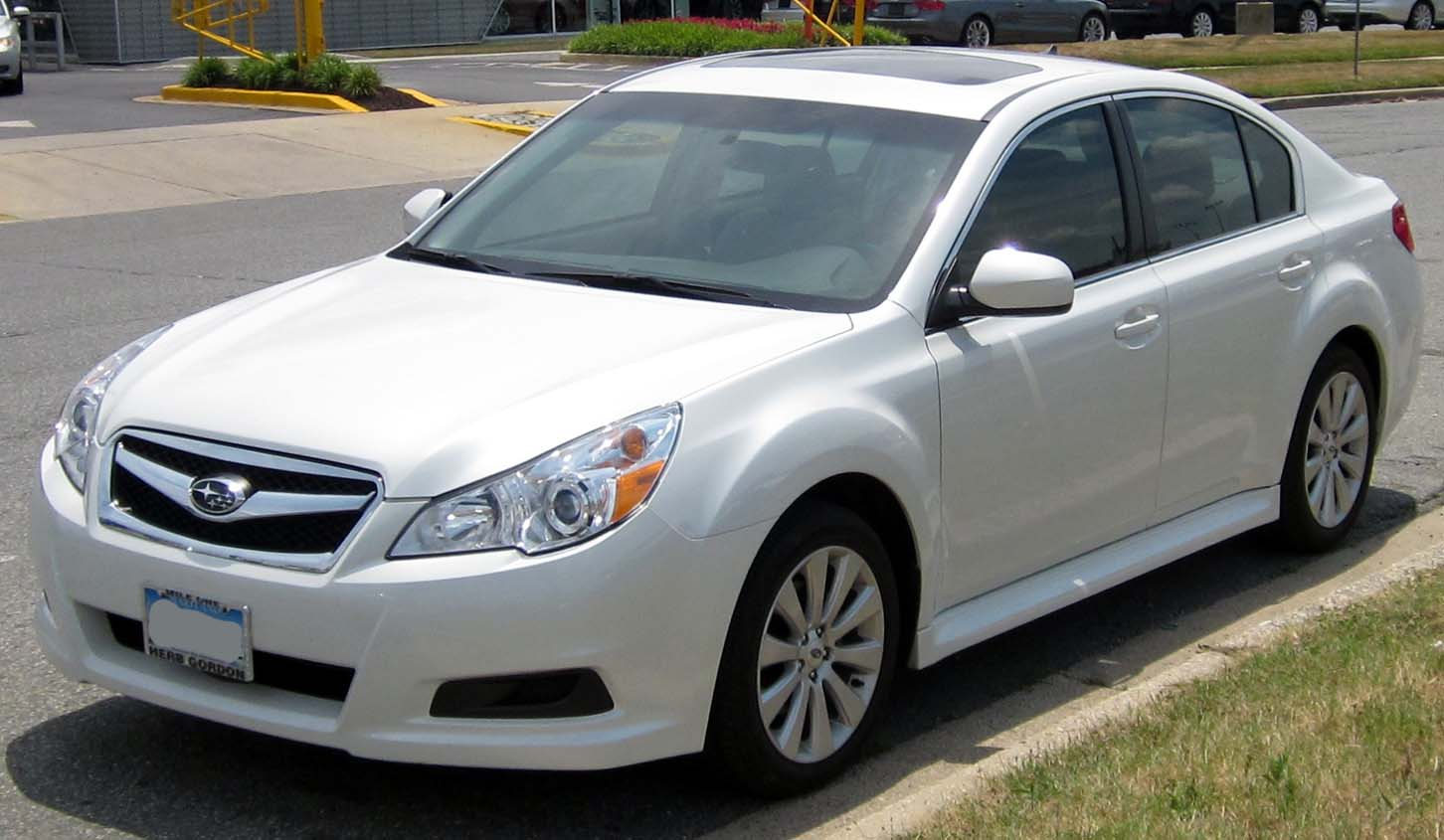
Subaru Legacy quinta serie

Nel 2009 debutta la quinta serie con un evidente passo in avanti nel design e nelle dimensioni, infatti la vettura raggiunge i 478 cm di lunghezza, che assicurano un'ottima abitabilità ai passeggeri posteriori; viene proposta in versione berlina e station wagon con una gamma di motori benzina, BI-Fuel (benzina + GPL), diesel tutti di due litri Boxer e con una potenza di 150  CV.
Le novità sono rappresentate dall'introduzione sui motori a benzina e BI-Fuel dalla nuova trasmissione CVT a variazione continua con 6 marce virtuali e i paddle al volante(cambio Lineartronic), una linea più massiccia, l'adozione dei montanti sulle portiere, la perdita delle marce ridotte Dual Range, un nuovo cambio manuale a 6 velocità per i motori a benzina e dall'allestimento Sport sulla versione diesel con cerchi in lega da 18 pollici e gruppo ammortizzatori-sospensioni della Bilstein.

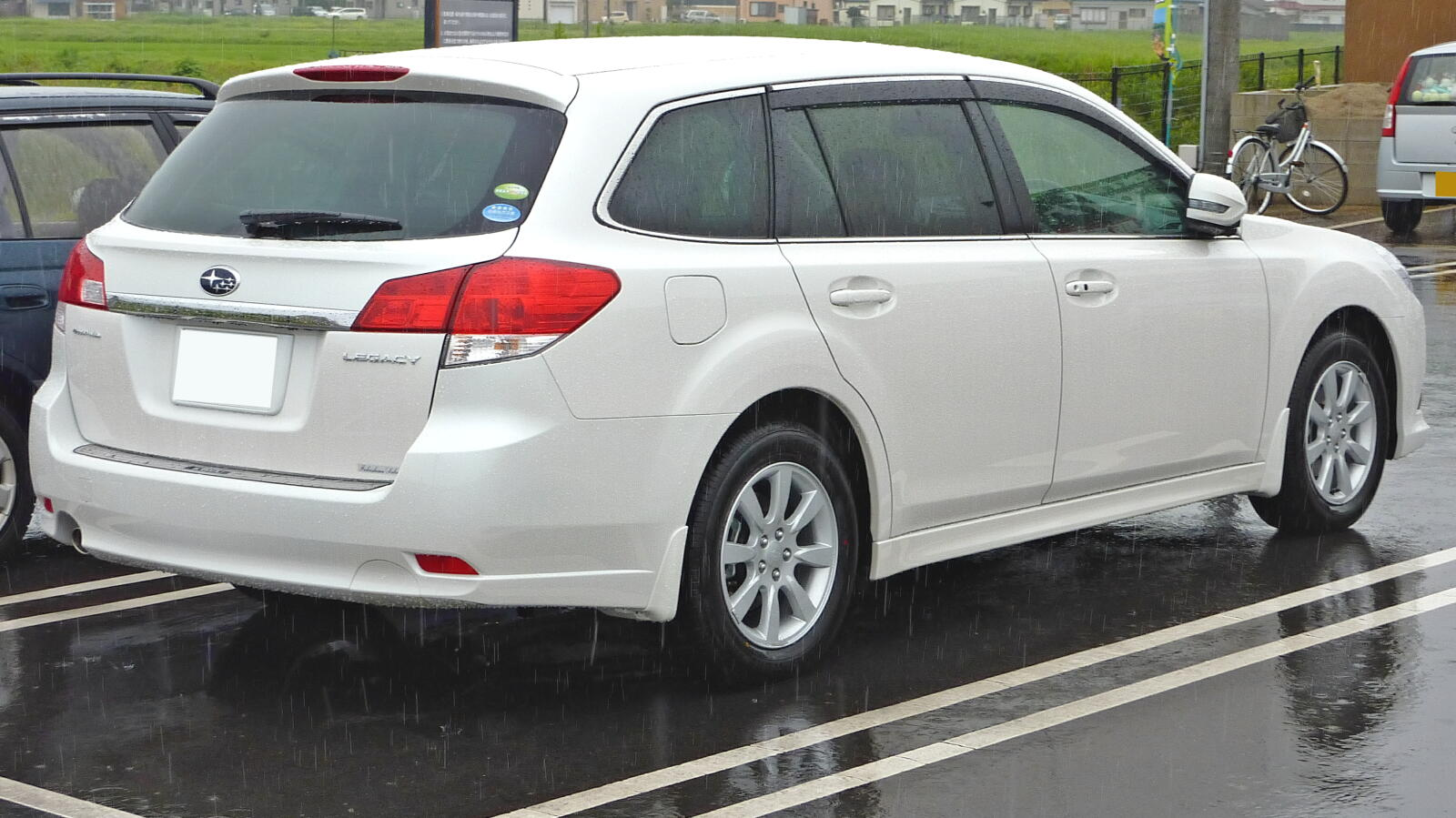
Subaru Legacy Station Wagon

Sul mercato americano i motori sono 2.5 benzina aspirato 170  CV, 2.5 benzina turbo 265  CV, 3.6 benzina aspirato 258  CV di derivazione Tribeca (disponibile anche in Italia per il crossover Subaru Outback anche nella versione "protetta" con blindatura anti proiettile); in Svizzera è disponibile la versione 2.5 turbo abbinata ad un cambio automatico (versione USA manuale) e una 2.5 aspirata sempre automatica.
Per quanto riguarda la sicurezza automobilistica è stata sottoposta ai crash test dell'Euro NCAP ottenendo il risultato di 5 stelle.

### Motorizzazioni
| Modello     | Disponibilità | Motore      | Cilindrata (cm³) | Potenza         | Coppia Massima (Nm) | Emissioni CO2 (g/Km) | 0–100 km/h (secondi) | Velocità max (Km/h) | Consumo medio (Km/l) |
| 2.0i        | dal 2009      | Benzina     | 1994             | 110 kW (150 Cv) | 196                 | 199                  | 9.8                  | 206                 | 11.6                 |
| 2.0D        | dal 2009      | Diesel      | 1998             | 110 kW (150 Cv) | 350                 | 161                  | 9.6                  | 203                 | 16.4                 |
| 2.0D-S      | dal 2009      | Diesel      | 1998             | 110 kW (150 Cv) | 350                 | 168                  | 9.6                  | 203                 | 15.6                 |
| 2.0 Bi-Fuel | dal 2009      | Benzina/GPL | 1994             | 108 kW (145 Cv) | 196                 | 173                  | 9.5                  | 195                 | 9.3                  |

## Sesta serie (2015-2019)

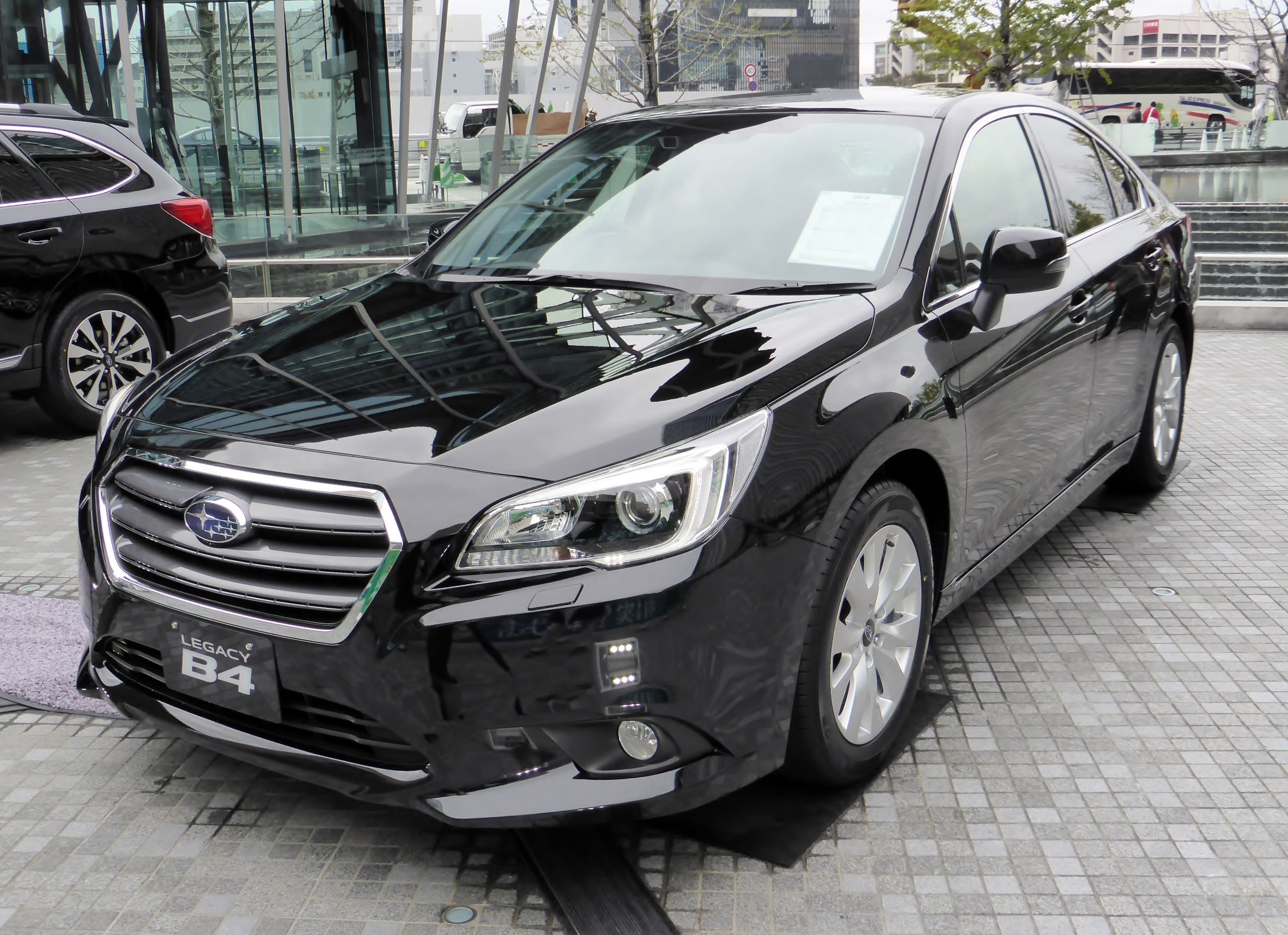
Subaru Legacy sesta serie

Nel 2015 debutta la sesta generazione della Subaru Legacy presentata al salone di Chicago l'anno precedente. L'estetica è stata ritoccata con un miglioramento dell'aerodinamica di circa il 10% secondo quanto dichiarato dalla casa.

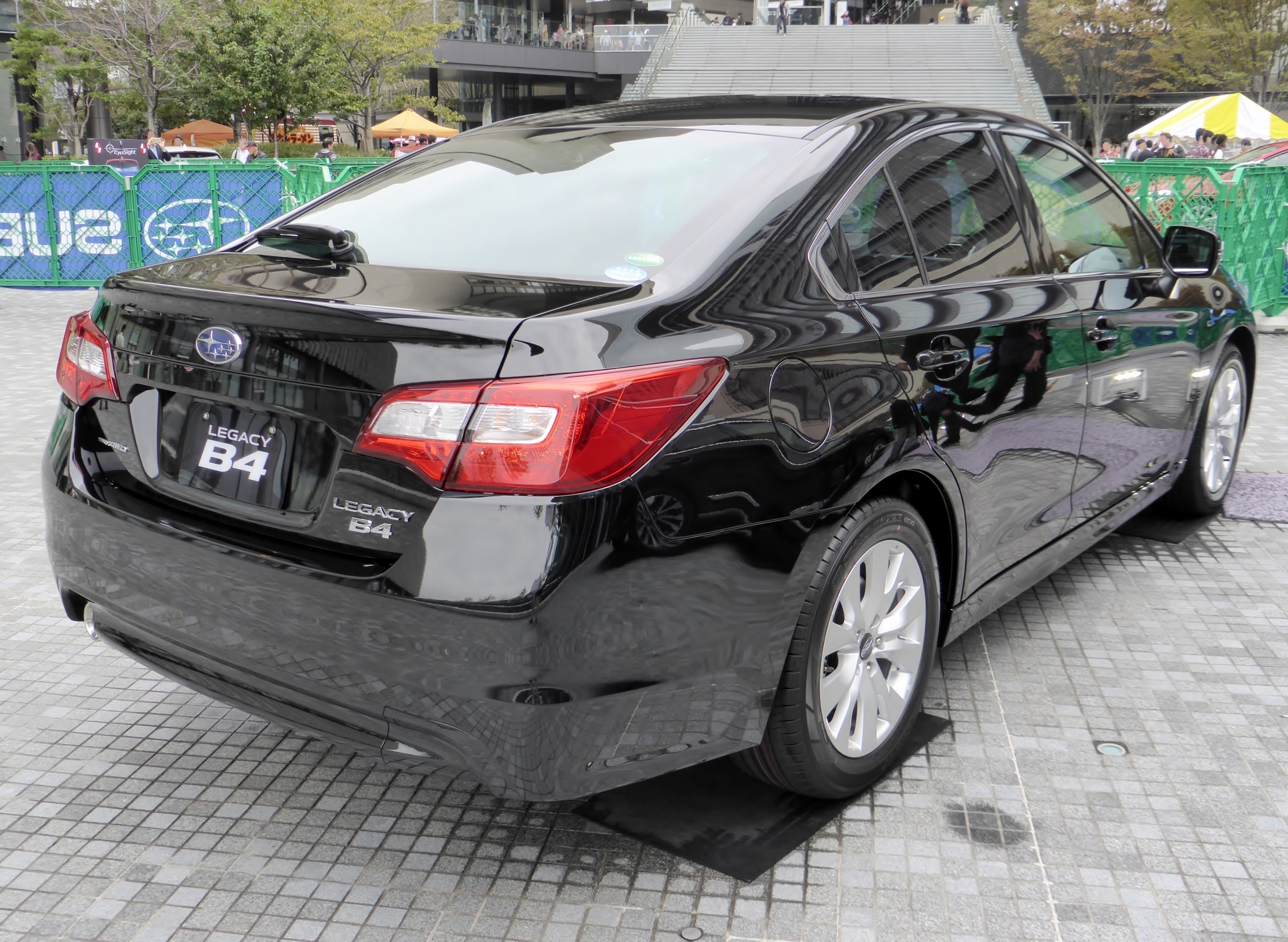
Subaru Legacy vista posteriore

L'abitacolo è stato dotato di un impianto multimediale più moderno. I motori disponibili sono due: uno a 4 ed uno a 6 cilindri, entrambi con cambio automatico Lineartronic CVT e con la Trazione integrale. Il 4 cilindri 2.5 aspirato, già presente in Italia sulla Subaru Outback, è stato migliorato ed ora eroga 175  CV ed una coppia di 236 Nm. Il sei cilindri Boxer eroga invece 256  CV e una coppia di 335 Nm. È stata dotata del sistema Eye-Sight, già presente sulla Subaru Outback e sulla Subaru Exiga, che sulla Legacy sfrutta la telecamera anteriore, e gestisce cruise control, frenata automatica e avviso cambio di corsia involontario.

## Settima generazione (2020-)

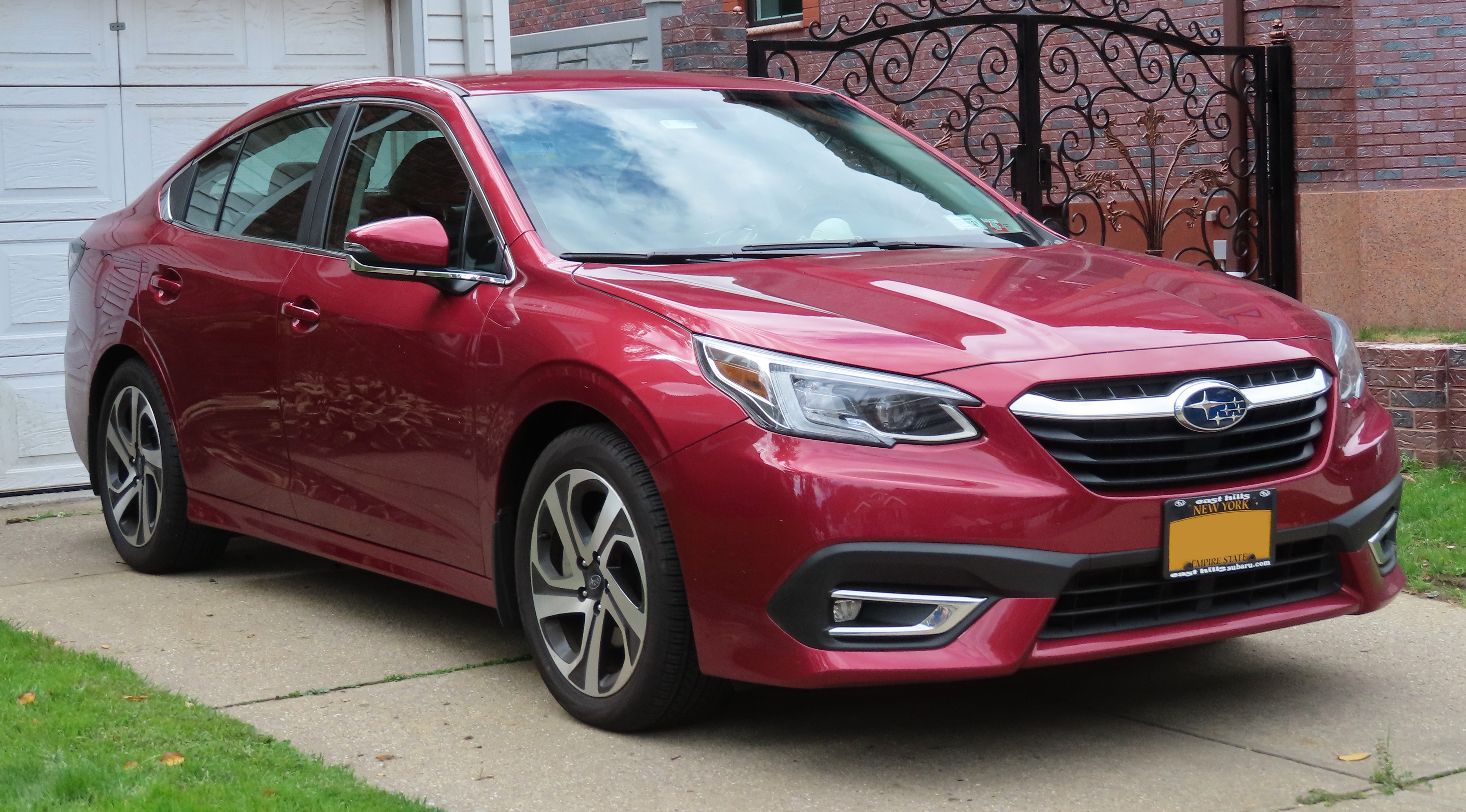
Settima serie

La settima generazione della Legacy ha debuttato al salone di Chicago il 7 febbraio 2019, per poi essere venduta nei concessionari statunitensi e canadesi a partire dal terzo trimestre del 2019. Questo modello non viene ufficialmente venduto in Giappone, poiché la vettura viene realizzata esclusivamente per il mercato nordamericano. La settima Legacy è realizzata sulla Subaru Global Platform (SGP), che ha una maggiore rigida torsionale rispetto alla generazione precedente. Lo stile ed il design esterno riprendono molti elementi dalla generazione precedente, ma i fari e le luci posteriori sono stati ridisegnati. Gli interni anch'essi di nuova concezione sono dotati di un display touchscreen da 11,6 pollici su tutti gli allestimenti tranne per il modello base, che ha due display da 7 pollici.

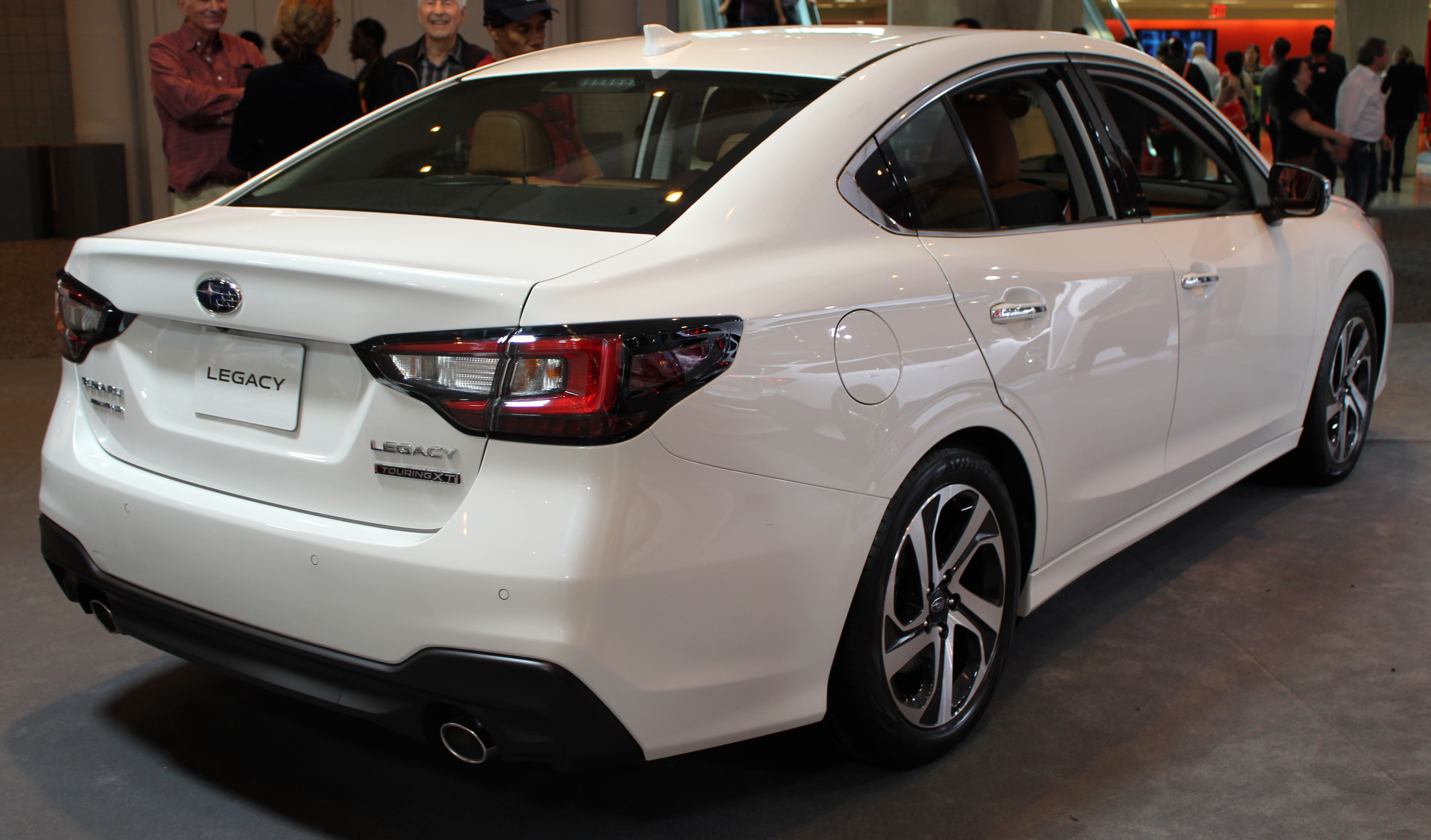
Retro

Le maggiori modifiche sono sul lato meccanico, con due nuovi motori boxer a quattro cilindri, il primo siglato FB25 aspirato che ora è dotato di iniezione diretta e un turbo siglato FA24 da 2,4 litri derivato dalla Ascent che sostituisce il precedente motore a sei cilindri boxer siglato EZ36 da 3,6 litri. Il 90% dei componenti del nuovo FB25 sono nuovi rispetto al propulsore precedente.
Sul fronte della sicurezza, è disponibile un nuovo sistema che attraverso il riconoscimento facciale utilizza delle telecamere per rilevare se il conducente è distratto o affaticato.